# Тэрасима, Тамия
Тамия Тэрасима (яп. 寺嶋 民哉 Тэрасима Тамия, 10 апреля 1958, префектура Кумамото, Япония) — японский композитор.

## Биография
В старших классах Тамия Тэрасима посещал школьный музыкальный кружок. После выпуска был клавишником в местных группах, а с переездом в Токио — членом аккомпанимирующей группы Сёго Хамады. Вернувшись в Кумамото, стал частью группы NETWORK. В 1985 году его композиция «METRO ～失われた都市(まち)に生きて～» выиграла конкурс популярной песни Yamaha, к чему он долго стремился. После распада группы вернулся в Токио.
С 1991 года пишет музыку для игр. В 1996 году впервые написал музыку к дораме — Minami-kun no Koibito. С тех пор создал саундтреки для многих аниме-сериалов, анимационных фильмов и дорам. В 2005 году получил премию японской киноакадемии за саундтрек к фильму «Половина признания».

## Работы
- 1994 — «Пластиковая Малышка»
- 1994 — Key the Metal Idol
- 1994 — Don Quixote
- 1999 — Omishi Magical Theater: Risky Safety
- 2000 — «Парящий на ветру»
- 2001 — Hanaukyo Maid Team
- 2003 — Full-Blast Science Adventure – So That's How It Is
- 2004 — The Adventures of Tweeny Witches
- 2005 — Glass Mask
- 2005 — Phantom Kingdom
- 2006 — Yume Tsukai
- 2006 — «Сказания Земноморья»
- 2007 — Hero Tales
- 2007 — The Adventures of Tweeny Witches (OVA)
- 2007 — Ancient Ruler Dinosaur King DKidz Adventure
- 2009 — The Sacred Blacksmith
- 2010 — «Ты вкусняшка?»
- 2016 — Breath of Fire 6